# CUL5
CUL5‏ (Cullin 5) هوَ بروتين يُشَفر بواسطة جين CUL5 في الإنسان.